# Las Zuquillo
Las Zuquillo es una comedia de situación de Ecuador, que comenzó su camino en noviembre del 2004 al estrenarse la obra de teatro llamada "El rabo de Paja de la Anita Zuquillo", escrita y dirigida por Luis Miguel Campos. Se trata de la historia diaria de cuatro vendedoras de clase baja que trabajan en el mercado "Lucila Zuquillo" de la ciudad de Quito. La serie cuenta como llegan a ser grandes amigas y como siempre están ahí para apoyarse, y también para darse más problemas.
Contó con la participación de las actrices Martha de Salas, Mabel Cabrera, Tania Salas, Marcela Campos y Monserrath Astudillo.
De una obra de teatro pasó a ser una exitosa serie de televisión, luego a funciones de circo, y de ahí al cine con "Zuquillo Exprés", estrenada en agosto de 2010.

## Personajes
La idea original de la obra de teatro concibió exclusivamente a cuatro personajes:
- Meche, dueña del puesto de refrescos en el patio de comidas. Interpretada por Martha de Salas.
- Nacha, vende hierbas medicinales y remedios caseros. Interpretada por Marcela Campos
- Charo, encargada del puesto de papas. Interpretada por Mabel Cabrera.
- Lucha, que en un inicio vende frutas y después vende dulces. Interpretada por Tania Salas y Monserrath Astudillo (tres primeras temporadas de la serie de TV).
- el Santi,

Con la adaptación a la televisión, estos únicos personajes del teatro se convertirían en los principales, a la vez que Campos añadiría un grupo de tres personajes secundarios que se vieron ampliados a siete a partir de la tercera temporada. Existen además varios personajes invitados.

## Teatro
La obra teatral “El rabo de paja de la Anita Zuquillo” se estrenó en noviembre del 2004 y cumplió en su primera temporada, las cien funciones de rigor. Comenzó con las actrices Paola Durán como Lucha, Marcela Campos como Nacha, Martha de Salas como Meche y Mabel Cabrera como Charo. Ese mismo año Paola Durán (que interpretaba a Lucha, la más joven que sufría por Johnny "su novio") fue reemplazada por Tania Salas.

## Televisión
En noviembre del 2005 la televisora Ecuavisa decidió llevar el éxito teatral de Las Zuquillo a la pantalla chica. La serie de televisión se convirtió rápidamente en uno de los programas favoritos de las familias ecuatorianas en el país y en el exterior, alcanzando los primeros niveles en el rating de sintonía, e incluso en el reñido horario estelar de los domingos. Es trasmitida actualmente por Ecuavisa en territorio Ecuatoriano y Ecuavisa Internacional para el resto del mundo. Bajo la visión de Pablo Cevallos, director de la serie de televisión, la obra fue adaptada para formato televisivo (capítulos de 7 min.), alcanzando excelentes puntajes de rating desde sus inicios.
Durante más de cuatro años, “Las Zuquillo” se mantuvo como una de las series televisivas de mayor acogida del Ecuador. Luis Miguel Campos, creador y libretista de la serie escribió más de 400 capítulos que fueron transmitidos durante varios años.
La actriz Monserrath Astudillo interpretó a Luchita de la serie televisiva durante 165 capítulos de las primeras tres temporadas. Actualmente la actriz Tania Salas interpreta ese papel para el teatro, la televisión y el cine.

## Circo
Las Zuquillo fueron del teatro a la televisión y de la televisión al circo. Más de 300.000 personas presenciaron el itinerante espectáculo circense de las Zuquillo a lo largo y ancho del país. Se trataba de un espectáculo de 2 horas de duración, con actos circenses variados y la presentación de sketchs teatrales de las Zuquillo.
En el espectáculo para circo, se integró también al actor Alex Altamirano, que personifica al galán Kléber Clavijo “El Chicho” de la serie de televisión.

## Película

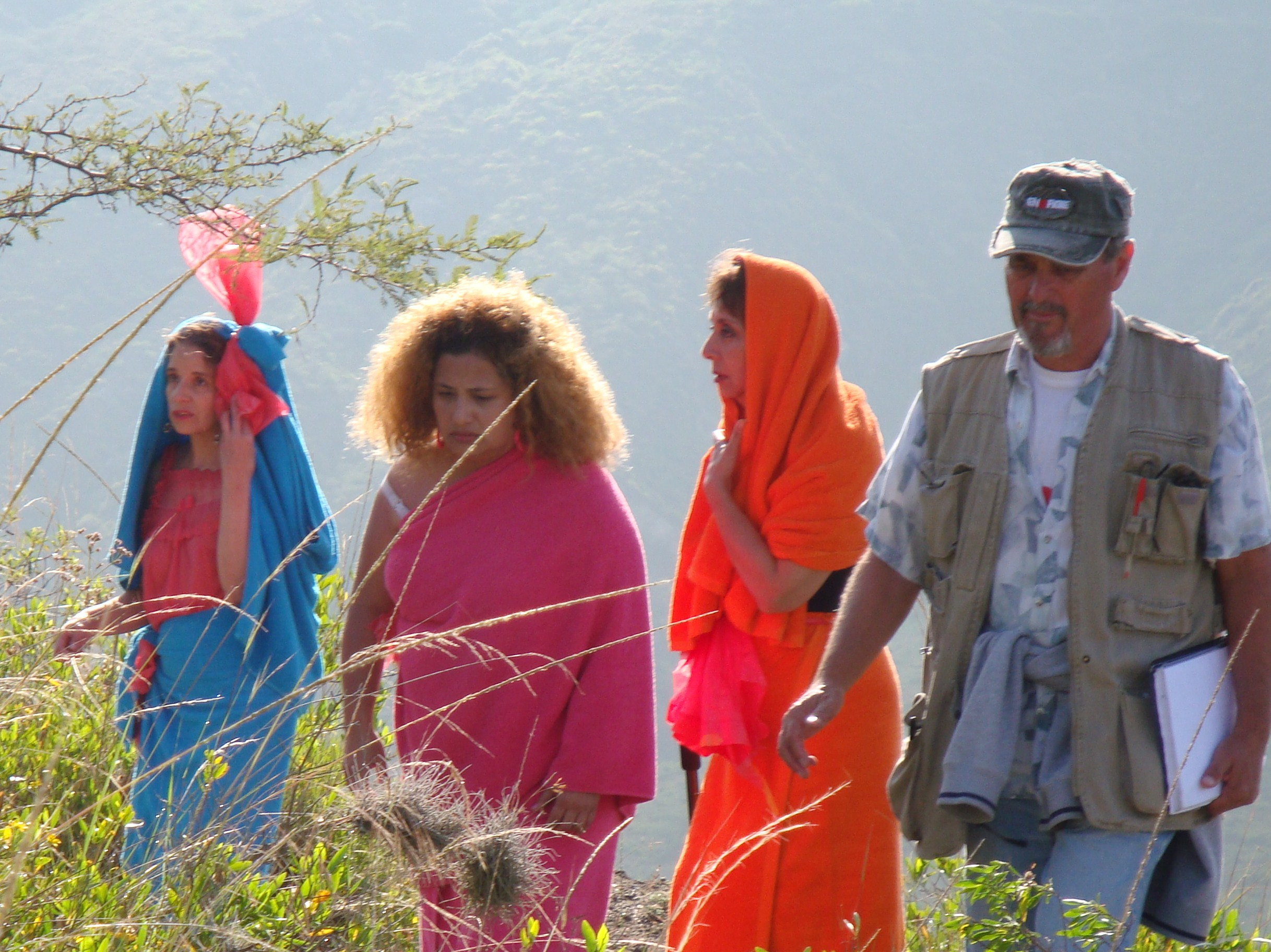
Nacha, Lucha, Meche y Carl West (Director de película).

Bajo la dirección de Carl West, se filmó la película de Las Zuquillo llamada "Zuquillo Exprés". Creada y escrita por Luis Miguel Campos. Con sus protagonistas Meche, Charo, Lucha y Nacha. La historia comienza cuando el mercado se derrumba, y las chicas se quedan sin trabajo. 
Por otra parte Charo recibe un correo de su ñaña "La Soña" que vive en los Estados Unidos, en el que le convence para que vaya a trabajar allá. Lucha ve que su Johnny le traiciona entonces esta decide acabar con su vida. A la Nachita le quitan sus mascotas (vaca, conejos, cuyes...). Y a la Mechita no le va nada bien cuando su ahijado "Trosky" se va a vivir al oriente. 
Es entonces que las 4 Zuquillo deciden emigrar a los Estados Unidos, por medio de un coyote, y la verdadera aventura comienza en la pantalla grande. La película se estrenó el 13 de agosto de 2010.

## Promocionales
Las Zuquillo también han realizado funciones corporativas para empresas, en las que se intercalan sketchs de teatro con información de los productos o servicios que las empresas desean promocionar.
Por la gran aceptación popular que han alcanzado, el grupo “Las Zuquillo” han sido nombradas “madrinas” de varios eventos sociales y benéficos, como la campaña del VIH-sida (Corporación Kimirina), Corazones Azules (Policía Nacional), varias campañas ambientalistas y Niño Esperanza (UNICEF).